# Sequentia
Nota: se procura outros significados para "sequência", consulte a página de desambiguação: Sequência

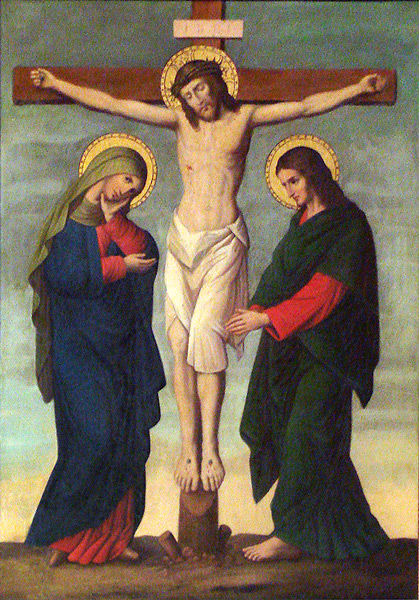
Stabat Mater.
Século XIX. Autor desconhecido. Parte de uma Via Sacra na Capela Senhor dos Passos da Santa Casa de Misericórdia de Porto Alegre, Brasil.

Sequentia (plural: sequentiae), ou sequência, é um tipo de canto litúrgico da Missa da tradição gregoriana da Igreja Católica. Trata-se de um canto do Próprio da Missa, ou seja, um canto cuja letra varia conforme o tempo litúrgico, a solenidade ou a festa celebrada.
Diferente de grande parte do repertório gregoriano tradicional — cujos textos são quase sempre extraídos diretamente das Sagradas Escrituras, especialmente dos Salmos — as sequentiae possuem textos autorais, ou seja, compostos por clérigos ou monges com intenções catequéticas e devocionais específicas.
Com o tempo, o uso das sequências tornou-se mais pontual e cerimonial, reservado para festas solenes.
Este gênero de canto apareceu em meados do século IX desenvolvido de melodias já existentes. Melodias que eram orginalmente repetidos dos cantos aleluiáticos. Diferente destes, a sequencia era um canto silábico. Ou seja, não utilizava de melismas, mas sim uma nota para cada sílaba. E eram textos que utilizavam muitas rimas.
Teve sua origem na poesia latina clássica, e como forma específica derivou dos hinos paleocristãos, que alteraram o ritmo dos versos clássicos para serem mais facilmente cantados. A forma só foi fixada com o trabalho de Notker, o Gago, no século X, que popularizou-a publicando uma coletânea.
Sendo muito populares foram compostas por volta de cinco mil sequencias. Em 1563, no Concílio de Trento esse número foi drasticamente reduzido à quatro e posteriormente, no século XVII, introduziu-se mais uma. E atualmente apenas duas são obrigatórias, Victimae paschali laudes e Veni sancte Spiritus nos dias prescritos. Lauda Sion e Stabat Mater passaram a ser facultativas e Dies irae não faz mais parte da liturgia dos defuntos.

## Execução
Por muitos séculos foi cantado antes da leitura do Evangelho, mas com a reforma da liturgia católica em 1970 a sequentia foi levada para antes do Alleluia.
Outro elemento transformador veio da prática de se prolongar, no canto gregoriano, a última vogal da palavra Aleluia, criando-se longos melismas para dar tempo de o celebrante subir do altar para o púlpito. Este melisma se chamava jubilus, jubilatio ou laudes, por causa de seu caráter de exaltação. Também se lhe deu o nome de sequentia por que seguir-se ao Aleluia. A contribuição de Notke foi inserir um texto extra a esse melisma prolongado, e assim foi consolidada a forma. Ao longo do tempo as sequentiae foram adotadas largamente ou suprimidas, conforme as sucessivas reformas da liturgia. 

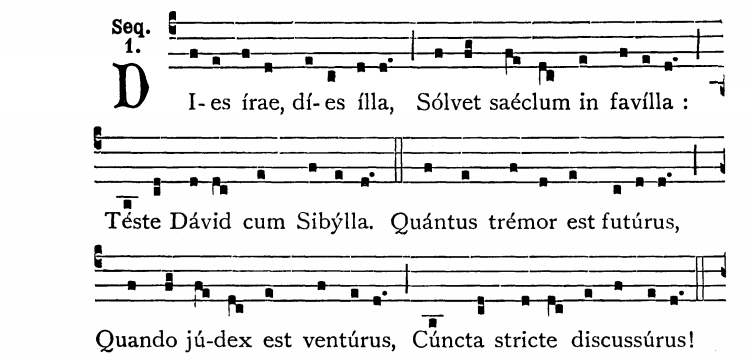
Sequência Dies Irae para Missa Réquiem em notação gregoriana

- Victimae paschali laudes para a Páscoa, composição de Wipo de Borgonha (1000 — 1046). (Obrigatório)
- Veni sancte Spiritus para a solenidade de Pentecostes, com texto atribuído a Stephen Langton († 1228). (Obrigatório)
- Lauda Sion para Corpus Christi, com texto de São Tomás de Aquino (1225 — 1274). (Facultativo)
- Dies irae para a Missa de Requiem, com texto é atribuído a São Tomás Celano († 1256). (Em uso apenas no Rito Extraordinário)
- Stabat mater para a festa de Nossa Senhora das Dores no dia 15 de Setembro, com texto atribuído a Jacopone da Todi († 1306). (Facultativo)

Os textos e melodias das sequencias também foram vastamente utilizados por compositores eruditos em suas composições de missas. Exemplos:
- A melodia gregoriana de Victimae paschali laudes foi usada por Bach na cantata Christ lag in Todesbanden, BWV 4.
- O texto de Veni sancte spiritus foi usado por Telleman em geistliches Konzert (Concertos Sacros), TWV 3:83.
- O texto do Dies irae foi usados nas Missas Réquiem de Giuseppe Verdi, Mozart, Arvo Pärt, Krzysztof Penderecki. Heinrich Biber, Antonín Dvořák e vários outros.
- Stabat mater foi utilizado por Pergolesi, Vivaldi, Zoltán Kodály, Marco Frisina, Josquin des Prez, Palestrina, Alessandro Scarlatti e vários outros.

- Música medieval
- Canto gregoriano